# IC 3341
IC 3341 ist eine Zwerggalaxie vom Hubble-Typ Sm im Sternbild Coma Berenices am Nordsternhimmel. Sie ist schätzungsweise 16 Millionen Lichtjahre von der Milchstraße entfernt.
Das Objekt wurde am 23. März 1903 vom deutschen Astronomen Max Wolf entdeckt.